# Волошковое (Винницкая область)
Волошковое (укр. Волошкове) — село на Украине, находится в Дашевской поселковой общине Гайсинского района Винницкой области.
Код КОАТУУ — 0521284109. Население по переписи 2001 года составляет 138 человек. Почтовый индекс — 22735. Телефонный код — 4345.
Занимает площадь 0,19 км².

## Адрес местного совета
22735, Винницкая область, Иллинецкий р-н, с.Купчинцы, ул.Шевченко, 1